# ワンダーウーマン:スピリット・オブ・トゥルース
『ワンダーウーマン:スピリット・オブ・トゥルース』(Wonder Woman: Spirit of Truth)は、2001年にDCコミックスから出版されたポール・ディニ原作、アレックス・ロス作画によるアメリカン・コミックス。

## あらすじ
ワンダーウーマンは、テロリストが立てこもっている部屋へ突入し次々に倒すと、全員を真実の投げ縄で捕まえる。その後もワンダーウーマンは故郷セミッシラで訓練した技術で犯罪者と戦い、生まれ持った怪力で事故から人々を救っていく。
アジアのある国の内戦の調停で、仲介役としてワンダーウーマンが招待される。そこで民衆を鎮圧しようとする戦車に轢かれそうになった女性を助けるが、女性は怯えて去ってしまう。また調停も仲介とは名ばかりで、無下に扱われたことに失望する。中東の国を訪れた際には話しかけることすら困難で、街の人々から石を投げつけられる。
ワンダーウーマンは人々に受け入れてもらえない難しさをスーパーマンことクラーク・ケントに相談する。クラークはスーパーマンとしてではなく「クラーク・ケント」でいることがこの星での生き方であると説明する。そして、彼女は「ダイアナ」という1人の人間として人々と共に働くことで文化や価値観の違いを学び、必要とされた時にワンダーウーマンとしてその力を使うと決める。

## 書誌情報

### 翻訳版
- 『DCスーパーヒーローズ』 2011年12月発売 小学館プロダクション刊 ISBN 978-4-7968-7102-0

### 原語版
- 『Wonder Woman: Spirit of Truth』 2001年11月発売 ISBN 978-1563898617
- 『The World's Greatest Super-Heroes』 2005年8月発売[2] ISBN 978-1401202545
- 『The World's Greatest Super-Heroes』 2010年9月発売[3] ISBN 978-1401202552